# Feker Libi
Feker Libi (Geliebter meines Herzens) ist ein Popsong, der von Doron Medalie und Idan Raichel geschrieben wurde. Er wird von der israelischen Sängerin Eden Alene gesungen. Die Sängerin sollte damit Israel beim Eurovision Song Contest 2020 in Rotterdam vertreten.

## Hintergrund und Produktion
Eden Alene gewann am 4. Februar 2020 die Castingshow HaKokhav HaBa L’Eurovizion 2020, welche als Auswahl des Interpreten für den bevorstehenden Eurovision Song Contest dient. Hierbei bekam sie sowohl von der Jury, als auch von den Zuschauern die Höchstpunktzahl. Einen Monat später, am 3. März fand die Show The Next Song for Eurovision 2020 statt, in der Alene vier Titel vorstellte. Das Lied Feker Libi ging als Sieger hervor, obwohl es zwar aus der Telefonabstimmung den ersten Platz erreichte, jedoch bei den Jurys nur den zweiten Platz.
Das Lied wurde von Doron Medalie und Idan Raichel getextet und komponiert. Raichel produzierte den Titel mit Yinon Yahel, welcher ihn auch abmischte.

## Musik und Text
Feker Libi wird beschrieben als farbenfrohes Poplied, welches afrikanische Tanzbeats mit mittelöstlichen Klängen verbinde. Eine Besonderheit ist der mehrsprachige Text: das Intro besteht aus der englisch- und amharischsprachigen Textzeile „ፍቅር ልቤ , እወድሃለሁ,ና ወደ እኔ, I love you“ („Feker libi, wade halu, nawa dane, I love you“, deutsch „Mein Geliebter, ich liebe dich, komm zu mir“). In Strophe 1 wird Pachamama erwähnt, sowie das in mehreren Sprachen verwendete Wort „Melodía“. Der Pre-Chorus enthält zwei Zeilen in einer konstruierten Sprache, während der Refrain in Englisch gesungen wird. Der Post-Chorus enthält mit dem titelgebenden „Feker Libi“ außerdem Phrasen in Arabisch und Hebräisch. Das mehrmals wiederholte Outro hat den gleichen Text wie das Intro.

## Mitwirkende
- Doron Medalie: Musik, Text, Gesang
- Idan Raichel: Musik, Text, Arrangement, Produktion, Keyboards
- Eden Alene: Gesang
- Yinon Yahel: Produktion, Aufnahme, Abmischung, Mastering, Keyboards, Programmierung
- Ronen Hilel: Aufnahme
- Ofek Ariov: Assistenz
- Rudi Bainesay: Gesang
- Omri Bar Hod: Programmierung[5]

## Beim Eurovision Song Contest
Israel hätte im ersten Halbfinale des Eurovision Song Contest 2020 mit diesem Lied auftreten sollen. Aufgrund der fortschreitenden COVID-19-Pandemie wurde der Wettbewerb jedoch abgesagt. Die israelische Delegation hatte bereits Anfang März eine Reise nach Rotterdam abgesagt, wo die Dreharbeiten zur Postkarte, welche vor jedem Beitrag gezeigt wird, stattfinden sollten.

## Rezeption
Laut Wiwibloggs habe man es geschafft, viele Elemente zu vermischen, ohne dass sie chaotisch klängen. Die Sängerin sei voller Charisma und man merke ihr an, dass sie sich wohl auf der Bühne fühle. Auch ESCXtra lobte den Titel. Es sei unmöglich still zu sitzen, sobald der Song gespielt werde. Eden Alene habe eine gute Ausdauer, sowie Bühnenpräsenz. Andererseits kritisierte einer der Autoren, dass der Titel klinge, als habe man viele andere Songs zusammengemischt und keiner könne wirklich hervorstechen. Der deutsche Blog ESC Kompakt zieht Vergleiche zu Shakira und dem norwegischen Grand-Prix-Beitrag Haba Haba (2011). Die verschiedenen regionalen Sprachen gäben „dem Song mehr Originalität und das passt ebenso zu Eden“. Auch hier wurde aber die Stilistik kritisiert. Ein Rezensent schreibt, im Lied passiere „so viel, dass ich zeitweise das Gefühl habe, hier seien mindestens 3 verschiedene Lieder unterschiedlicher Qualität zusammengemixt worden.“

## Veröffentlichung
Vor der Vorentscheidung wurde der Song am 27. Februar 2020 veröffentlicht. Am 3. März erschien er als Single zum Download. Der sog. „Yinon Yahel & Mor Avrahami“-Remix wurde am 29. April veröffentlicht.
Idan Raichel sang eine Coverversion ein, welche am 29. März als Download verfügbar gemacht wurde. Ebenso erhielt diese einen Remix, nämlich den „HEVI LEVI“-Remix.